# Hällefors–Fredriksbergs Järnvägar
| Head station |

| Station on track |

| Station on track |

| Station on track |

| Station on track |

| Station on track |

| Unknown BSicon "ABZgl" | Unknown BSicon "STR+r" |

| Straight track | Station on track |

|  | Straight track | Unknown BSicon "ABHFl+l" | Unknown BSicon "lBHF~R" |

| Straight track | Station on track |

| Straight track | Station on track |

| Straight track | End station |

| Station on track |

| Station on track |

| Station on track |

| Station on track |

| Straight track | Head station |

| Unknown BSicon "ABZg+l" | One way rightward |

| Station on track |

| Unknown BSicon "ABZgl" | Unknown BSicon "STR+r" |

| End station | Straight track |

|  | End station |

| Head station |

| Station on track |

| Station on track |

| Station on track |

| Station on track |

| Station on track |

| Unknown BSicon "ABZgl" | Unknown BSicon "STR+r" |

| Straight track | Station on track |

|  | Straight track | Unknown BSicon "ABHFl+l" | Unknown BSicon "lBHF~R" |

| Straight track | Station on track |

| Straight track | Station on track |

| Straight track | End station |

| Station on track |

| Station on track |

| Station on track |

| Station on track |

| Straight track | Head station |

| Unknown BSicon "ABZg+l" | One way rightward |

| Station on track |

| Unknown BSicon "ABZgl" | Unknown BSicon "STR+r" |

| End station | Straight track |

|  | End station |

Hällefors-Fredriksbergs järnvägar (HFJ) omfattade järnvägssträckorna Neva – Fredriksberg – Hörken (Säfsnäs järnväg eller Säfsbanan) och Hällefors – Gravendal. Spårvidden var 802 mm.

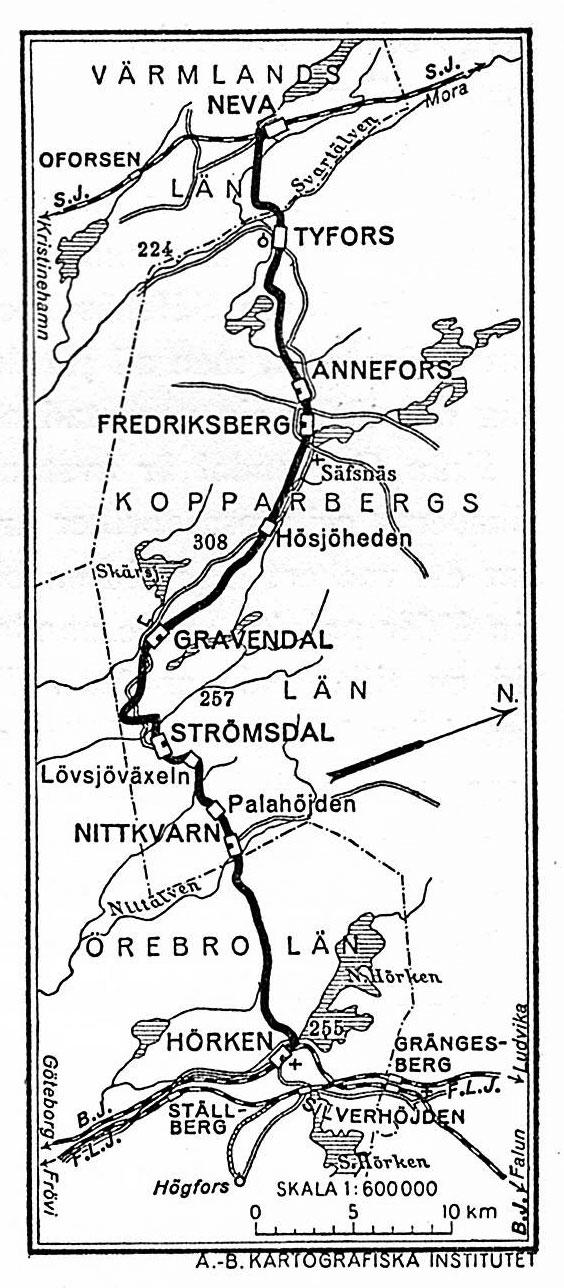
Säfsnäs Järnväg. Karta 1926.

## Historik

### Annefors/Fredriksberg - Hörken
I Sävsnäsverkens regi byggdes från och med 1875 den smalspåriga 802 mm-järnvägen Säfsnäs järnväg från Fredriksberg till Hörken på Bergslagsbanan, den så kallade Säfsbanan.
Banan byggdes i två avsnitt, Hörken-Gravendal av Gravendalsverken och Gravendal-Annefors (Fredriksberg) av Fredriksbergs bruk. Kostnaden för den färdiga järnvägsanläggningen bokfördes till 1 212 707:70 kr.
Första tåget gick 1876, men banan blev fullt färdigställd först 1879. 1876 är noterat ”den 3 maj gick första tåget till Hålldammen”. Trafiktillstånd erhölls den 23 augusti 1878 från Väg- och Vattenbyggnadsstyrelsen sedan man åtgärdat en del brister, som påpekats i ett syneprotokoll den 20 september 1877. Den 30 september 1879 utfärdade samma styrelse ett avsyningsintyg där Säfsnäs järnväg förklarades helt färdigställd.
På denna bana fanns Lövsjöväxeln som hade den ovanliga lösningen med sicksackspår, där tåget byter riktning, för att klara en höjdskillnad.

### Fredriksberg - Neva
Genom övertagande av en tidigare industribana och en del nyanläggningar fick Fredriksberg även järnväg till Neva på Inlandsbanan, via Annefors och bruket i Tyfors.

### Hällefors - Gravendal
1930 öppnades en ny linje från Gravendal till Hällefors eftersom trafiken huvudsakligen berörde Hällefors Bruk. Linjerna samlades hädanefter under bolagsnamnet Hällefors-Fredriksbergs järnvägar (HFJ).
Bakgrunden till bygget av den nya linjen var att medel från Statens arbetslöshetskommission (AK) kunde användas. Kostnaden 1,5 miljoner kr delades mellan kommissionen och Hällefors Bruk, HBA. Arbetena började 1928. På några kortare delsträckor användes en befintlig banvall som tillhörde HBA:s Hellefors Bruksbanor. Banan invigdes på hösten 1930, och från statens sida deltog socialminister Sam Larsson.
Efter att linjen Gravendal till Hällefors öppnades kom banan mellan Gravendal och Hörken snabbt att bli en trafiksvag bibana och den lades därför ner 1940.
HFJ var alltid främst ett godstrafiknät och persontrafiken på dessa banor var aldrig stor - persontrafiken ombesörjdes stundtals av en ombyggd buss med plats för endast 13 resande. Från år 1954 upphörde järnvägen att vara öppen för allmän trafik och med Hällefors Bruks AB som ägare och enda kund bedrevs trafiken vidare några år. Banan västerut till Neva lades ned årsskiftet 1963/64 då den enda trafiken på banan lika väl kunde omdirigeras mot Hällefors. Linjen mot Hällefors lades slutligen ner i juli 1970 varefter spåren rev upp. Dessa är idag till stor del ombyggda till gång- och cykelvägar.

## Bilder

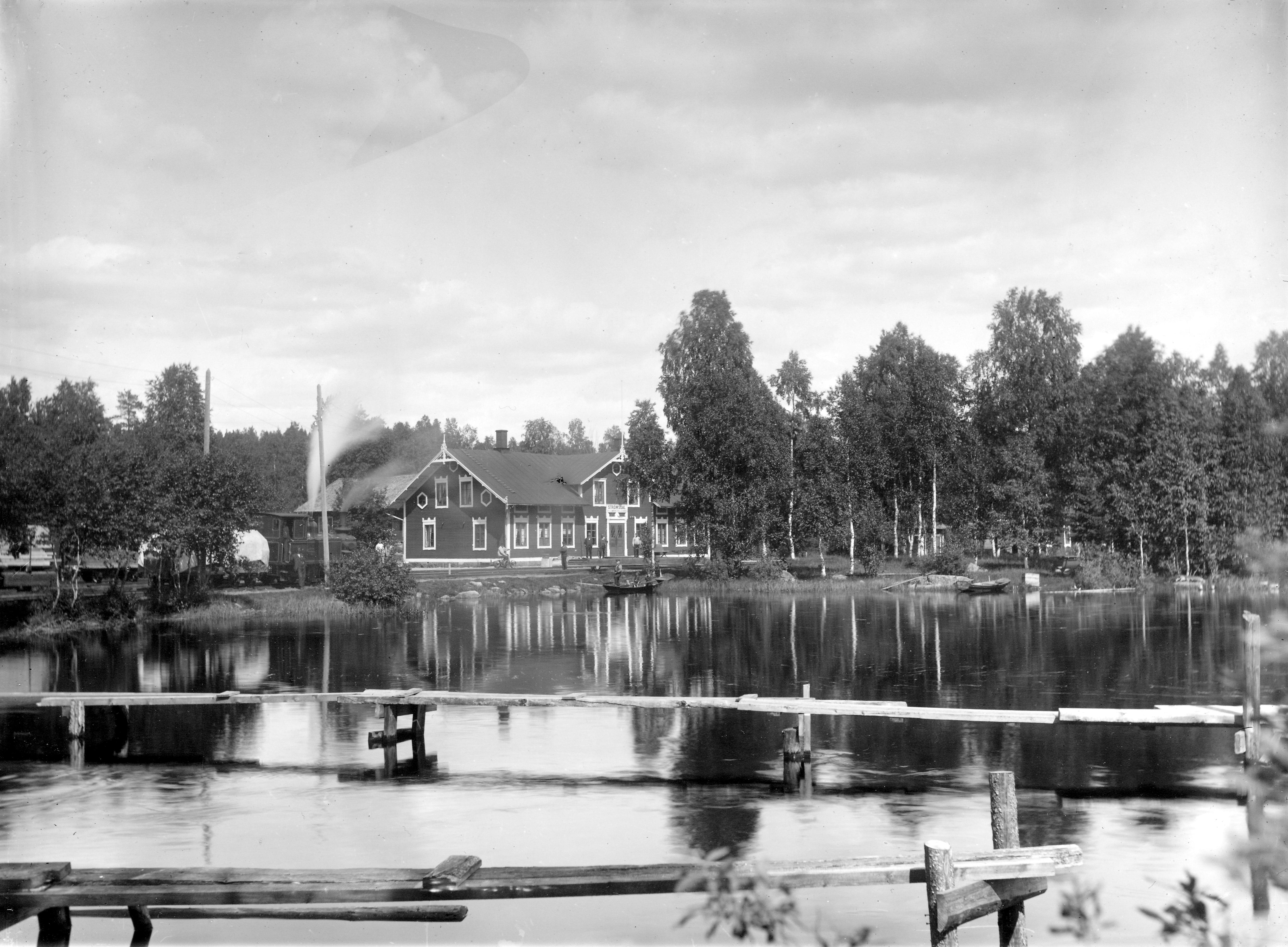
Strömsdals järnvägsstation med Hyttsjön i förgrunden. Till vänster SVJ:s lok nr 5 med tåg.
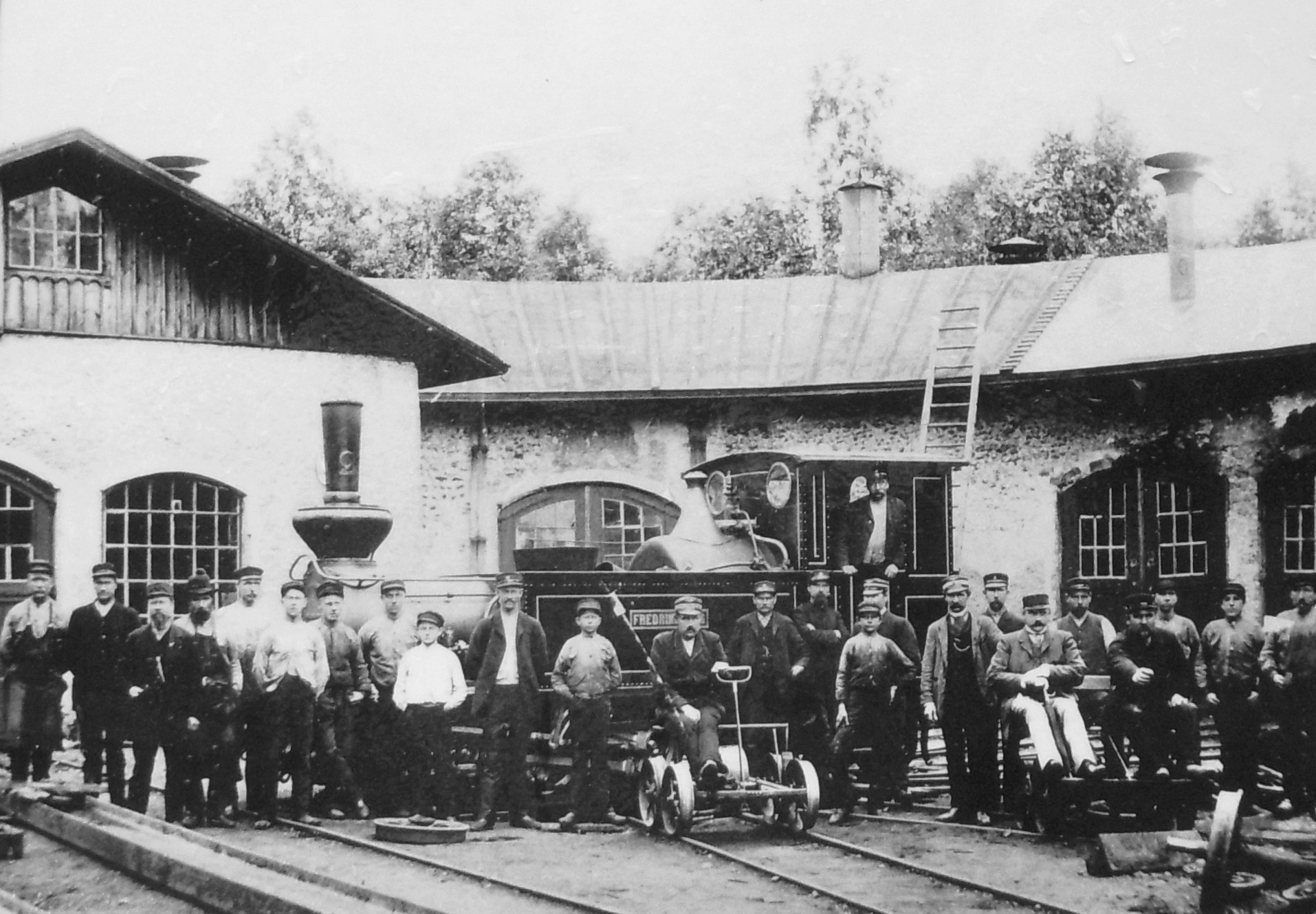
Strömsdals lokstall med personal och loket "Fredriksberg" inköpt 1875
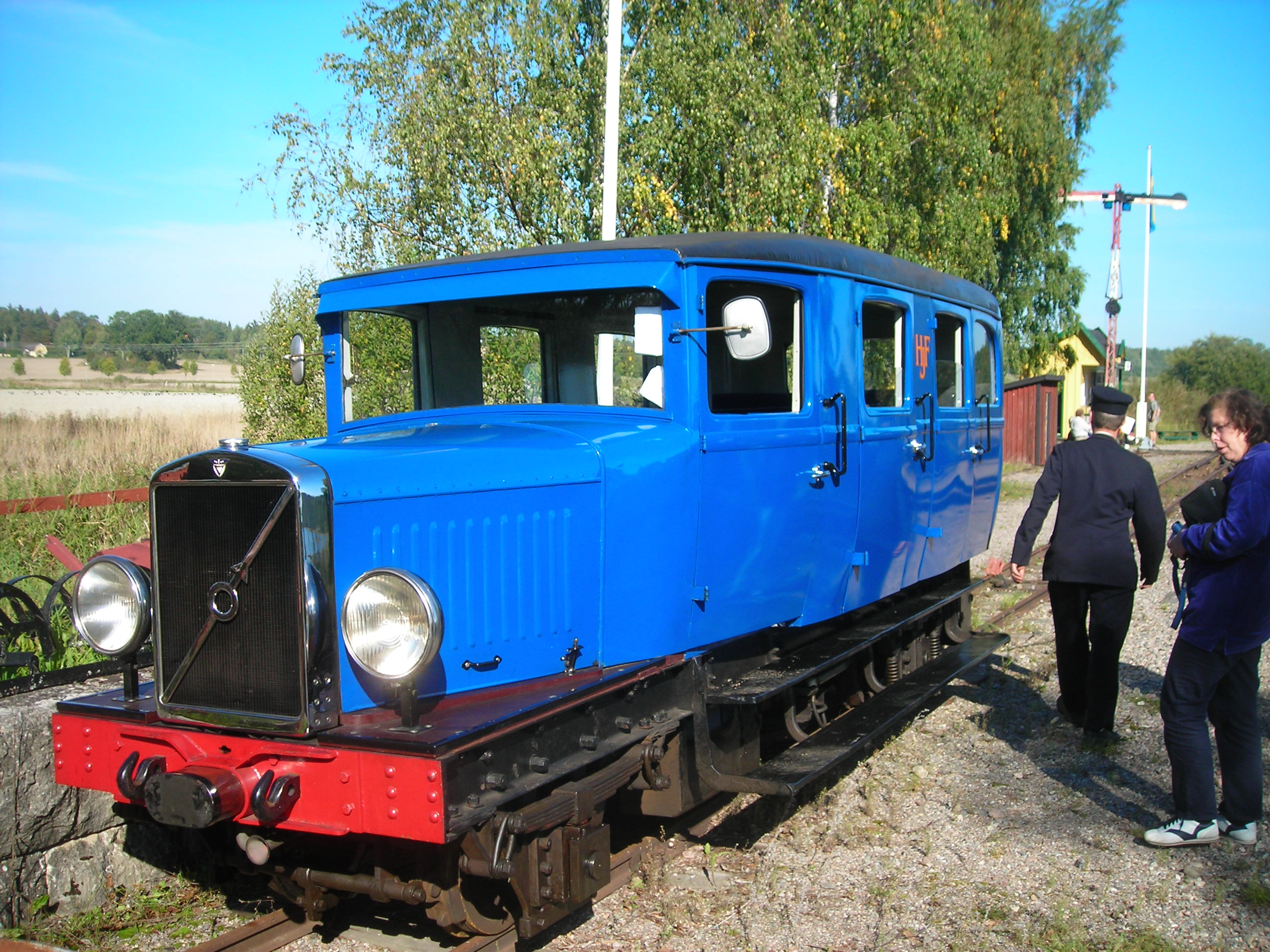
En motorvagn från HFJ, numera i drift vid Östra Södermanlands Järnväg
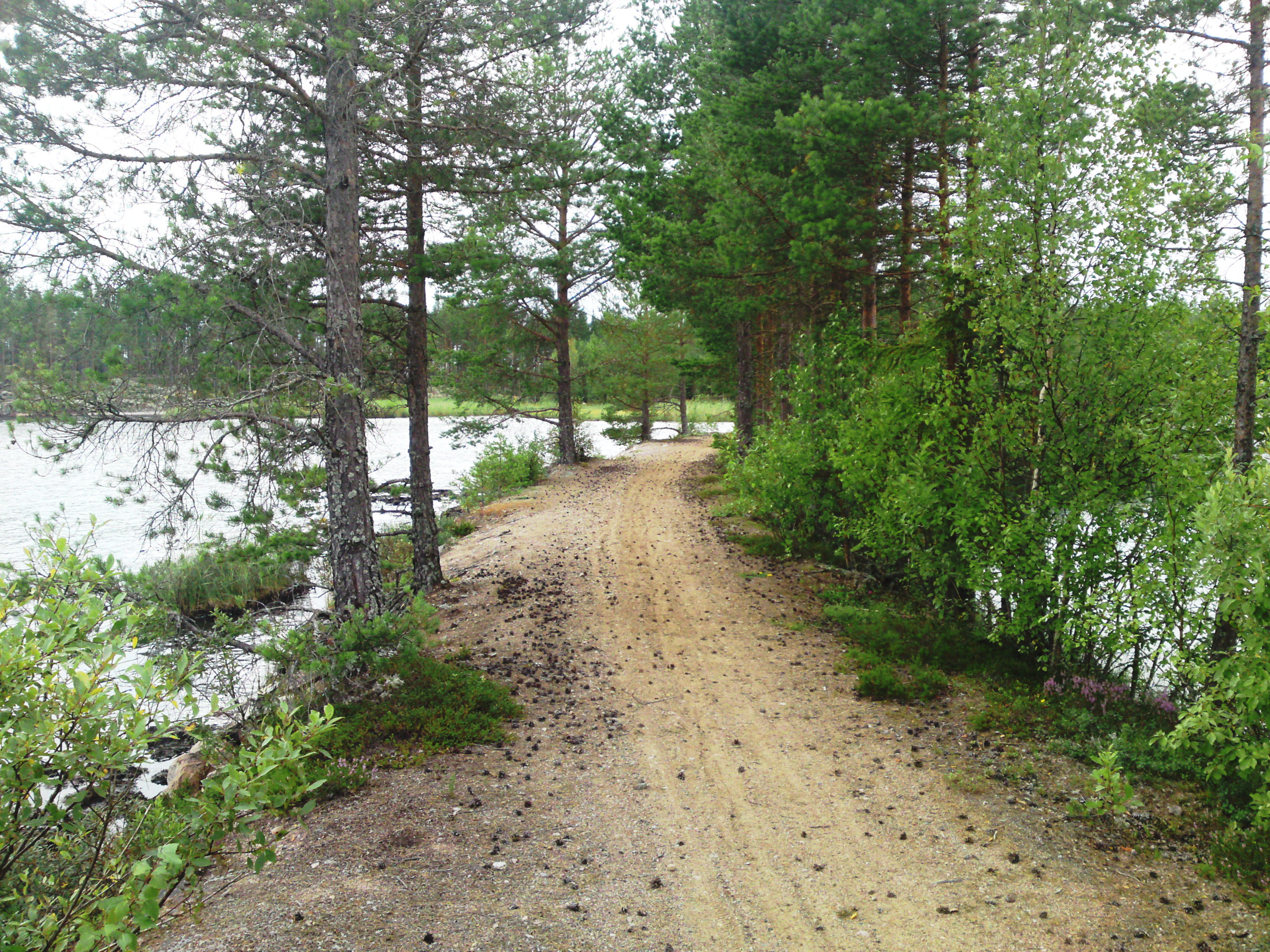
Säfsbanan idag mellan Fredriksberg och Tyfors. Banvallen används som gång- och cykelväg.